# Flemming Lentfer

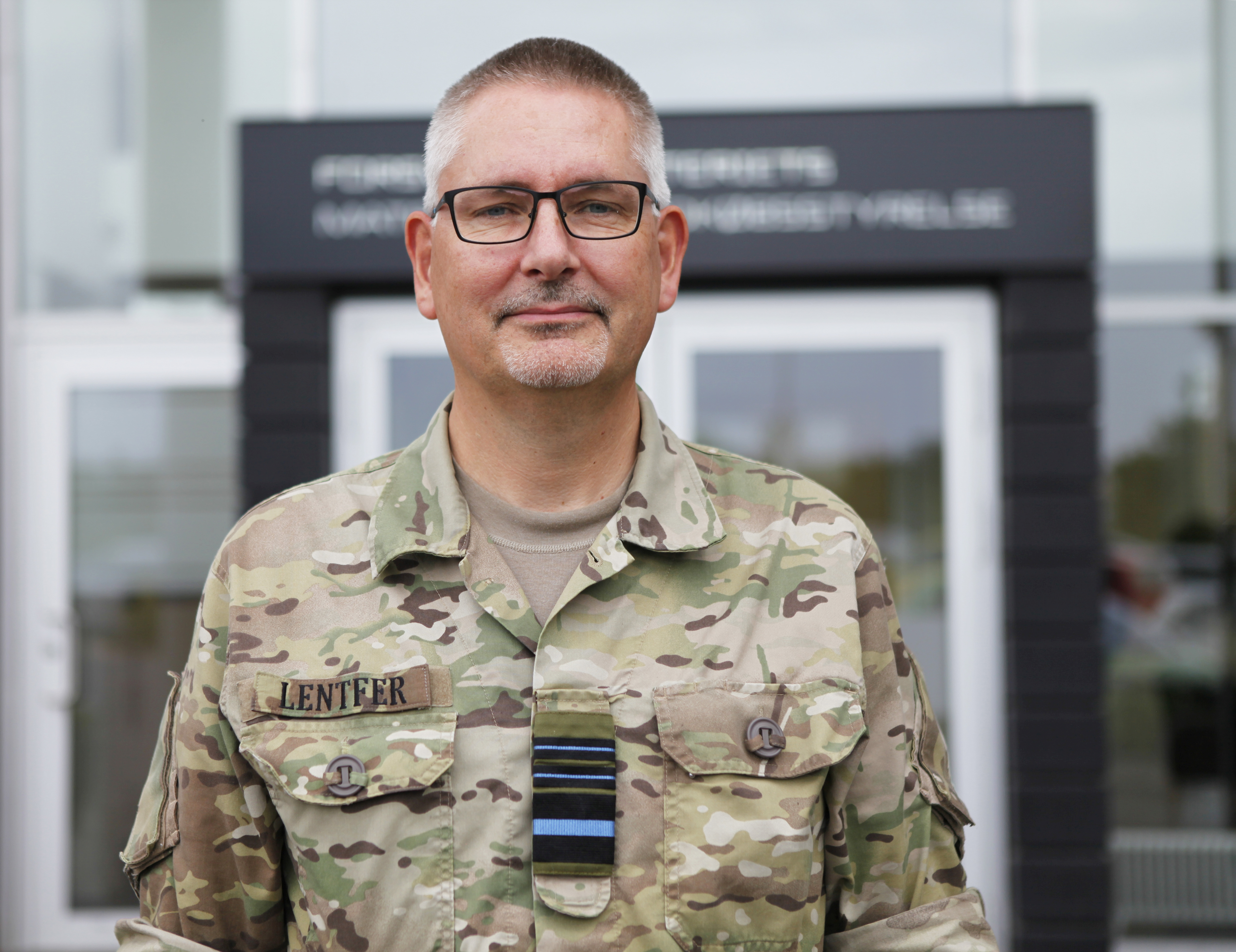
Flemming Lentfer (2018)

Flemming Lentfer (* 1. März 1964) ist ein dänischer General der Luftstreitkräfte und war von 2020 bis 2024 Befehlshaber der dänischen Streitkräfte (Forsvarschef).

## Leben

### Militärische Laufbahn
Beförderungen
- Oberleutnant (1988)
- Hauptmann (1992)
- Major (1996)
- Oberstleutnant (2000)
- Oberst (2005)
- Brigadegeneral (2010)
- Generalmajor (2011)
- Generalleutnant (2017)
- General (2020)

Flemming Lentfer absolvierte von 1983 bis 1985 seine Grundausbildung als Offizier und besuchte von 1985 bis 1988 die dänische Luftwaffenakademie. Nach der Ausbildung fand er zunächst im Bereich der Flugabwehr und später im Ausbildungsbereich Verwendung. Als Stabsoffizier war er weiterhin im Bereich der Ausbildung sowie im Verteidigungsministerium tätig.
Als Flaggoffizier folgten eine Verwendung als Bataillonskommandant und Verwaltungsaufgaben im Bereich der Planung und Beschaffung. In den Jahren 2011 bis 2017 diente er auf verschiedenen Positionen im Bereich des Oberkommandos der dänischen Streitkräfte. Nachdem er von 2017 bis 2020 im Verteidigungsministerium den Bereich Beschaffung geleitet hatte, löste er am 1. Dezember 2020 Bjørn I. Bisserup als Befehlshaber der Streitkräfte ab. Am 3. April 2024 wurde Lentfer als Befehlshaber der Streitkräfte abgelöst, nachdem es bei einem Einsatz der Fregatte Iver Huitfeldt im Rahmen der Krise am Roten Meer zu technischen Problemen gekommen war.